# J. Fred Coots
John Frederick Coots, född 2 maj 1897, död 8 april 1985 var en amerikansk låtskrivare. Han skrev över 700 sånger.
Han är mest känd för att ha skrivit låten "Santa Claus is Coming to Town", en låt som blev en av de största bästsäljarna i amerikansk musiks historia. Redan 1931 gjorde han "Love Letters in the Sand.
Bland hans sånger ingår:
- "Santa Claus is Coming to Town" (1934)
- "Louisiana Fairy Tale" (1935)
- "You Go to My Head" (1938)

Han skrev dessa tre sånger tillsammans med textförfattaren Haven Gillespie. "Louisiana Fairy Tale" skrevs också tillsammans med Mitchell Parish och var första låttema för PBS Production av This Old House.